# Fort National
Pour les articles homonymes, voir Fort National (homonymes) et Fort Royal.
Le fort National est un bastion situé sur une île de Saint-Malo. L'île est accessible à marée basse. Le fort fait l’objet d’un classement au titre des monuments historiques depuis mai 1906, son mur d'enceinte d'un classement en août 1913. Aujourd’hui privé, le fort appartient à une vieille famille bretonne[Laquelle ?]. 
Anciennement appelé « fort Royal » et aussi « fort Impérial » (durant les années du Premier et du Second Empire), l'actuel fort National a été construit en 1689 par l’ingénieur Siméon Garangeau d’après les plans de Vauban et sur les ordres du Roi Louis XIV, en même temps que les remparts de Saint-Malo étaient renforcés, dont il assurait la défense. Bastion avancé de la cité corsaire, il s’inscrit dans l’ensemble des fortifications qui allaient du fort-la-Latte jusqu'à la pointe de la Varde. La succession de plusieurs noms différents lui donnera le surnom de Fort Caméléon.

## Aperçu historique

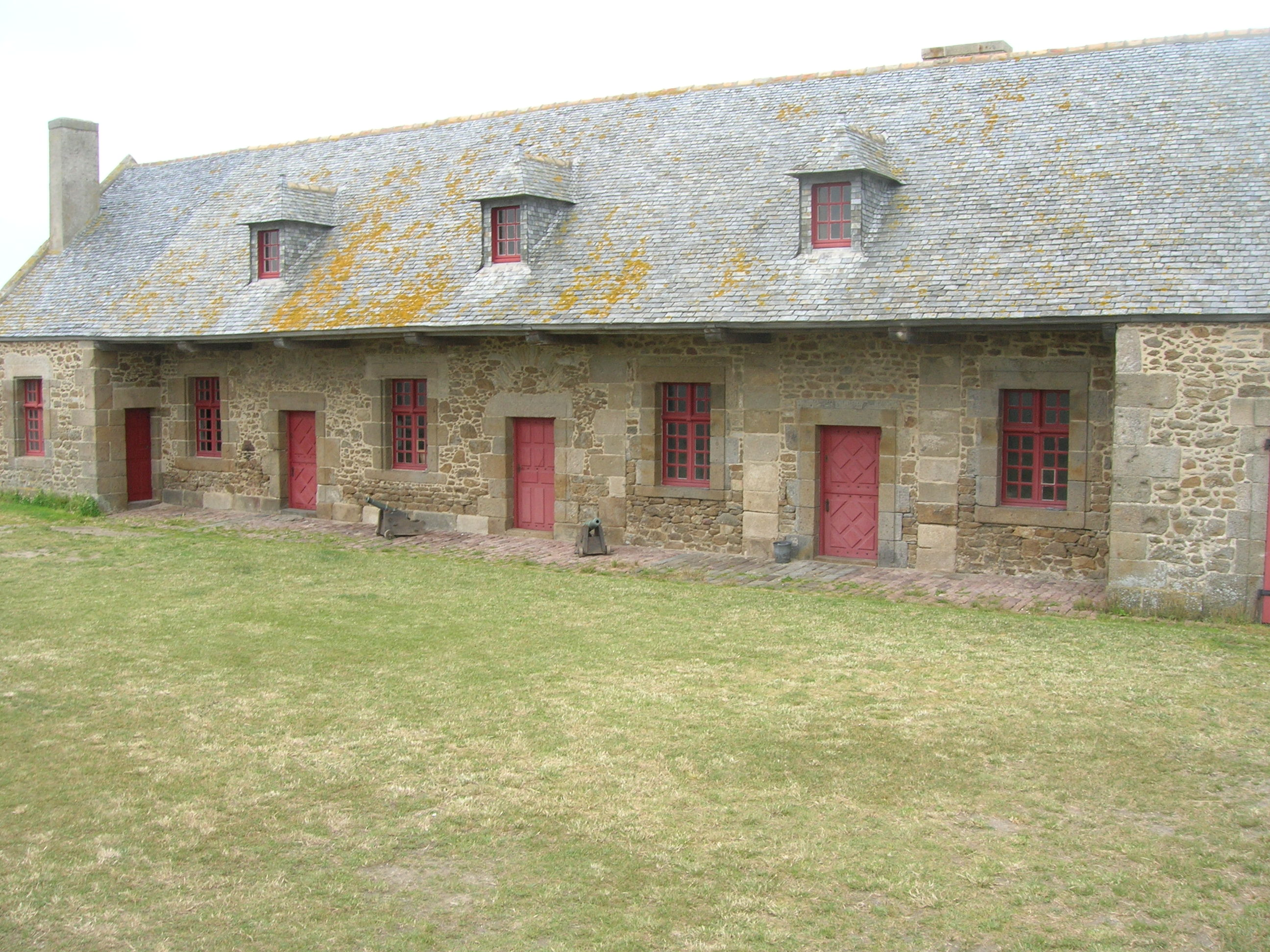
Bâtiment des casernes, fort National, Saint-Malo.

Le fort National a été construit sur le rocher de l'Islet. Ce roc était, avant la construction du fort, l'emplacement d'un phare pour guider les navires dans la baie rocheuse de la cité corsaire, mais aussi le lieu d'exécution de la Seigneurie malouine. À la moitié de son règne, Louis XIV lance un projet de fortification de Saint-Malo pour protéger la ville et ses immenses richesses d'une éventuelle invasion anglaise.
À la suite de l'Ordonnance royale émanant de la main de Louis XIV, Sébastien le Prestre de Vauban, ingénieur royal et maréchal de France, dessine les plans du monument et en confie la réalisation à Siméon Garangeau. La construction commencera en 1689 et la date de fin de construction semble être 1693. Mêlant utilité et efficacité sans abîmer le rocher, la construction de Vauban est un exemple vivant de son génie.
Le fort ne sera jamais pris de son histoire, mis à part pendant la Seconde Guerre mondiale pendant laquelle il devint prison allemande, où plus de 300 Malouins et étrangers furent enfermés dans des conditions très rudes. Dans la nuit du 9 au 10 août 1944 notamment, alors que la vieille cité corsaire se consumait sous les tirs alliés, 18 de ces prisonniers furent tués par les obus de la 3e armée américaine. Une plaque commémorative dans le fort honore aujourd'hui leur mémoire.
À travers son histoire, le fort fut l'objet d'une décision du Roi-Soleil, d'une réalisation de Vauban.  Le fort participa activement à la défense de la cité lors de l'attaque anglaise de 1693. Il fut enfin une geôle allemande. Cette longue histoire en fait un monument définitivement lié à la vie de Saint-Malo.

## Galerie

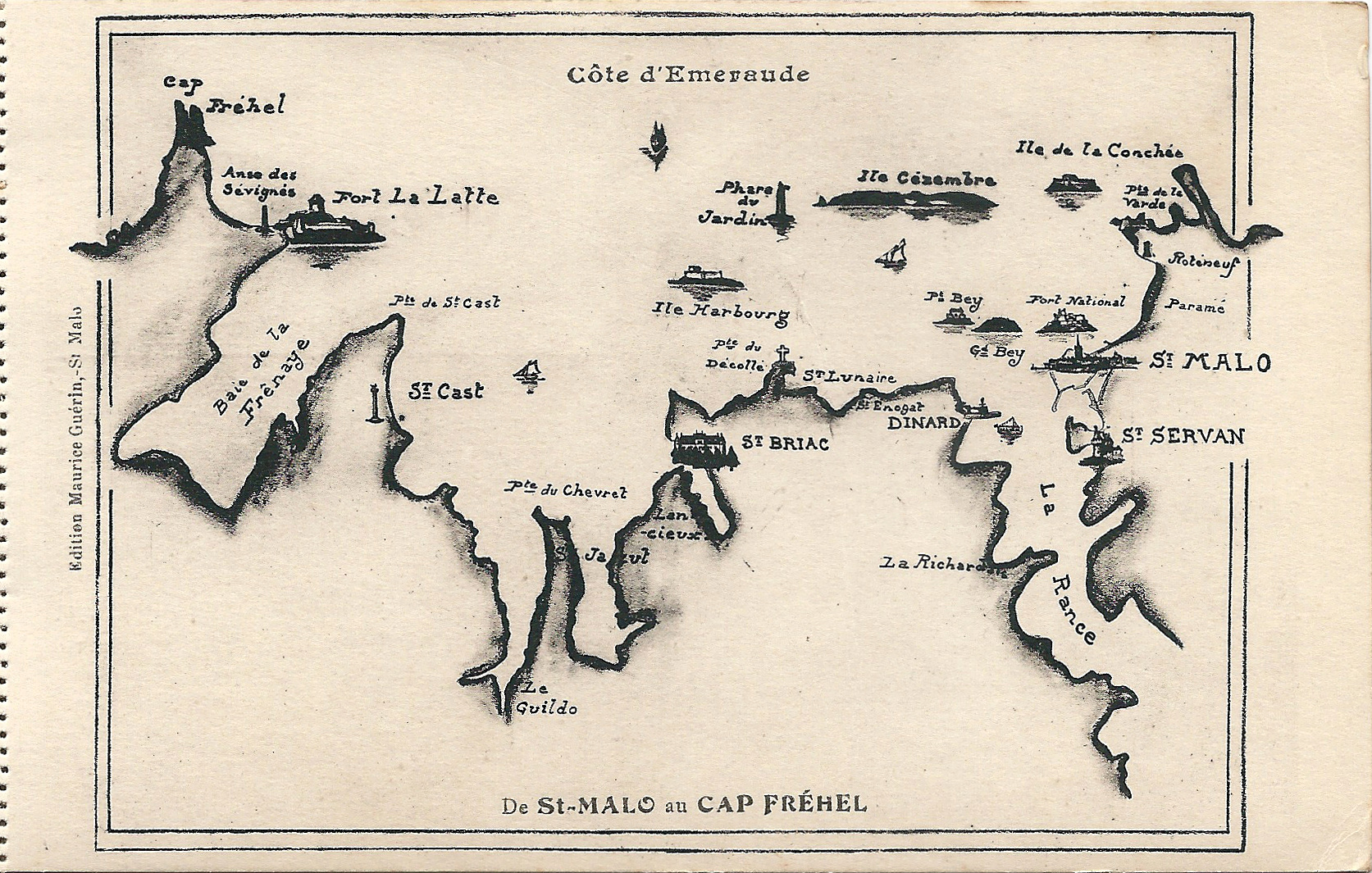
Carte touristique de la Côte d'Émeraude figurant les forts sur les îlots au large de la baie Saint-Malo.
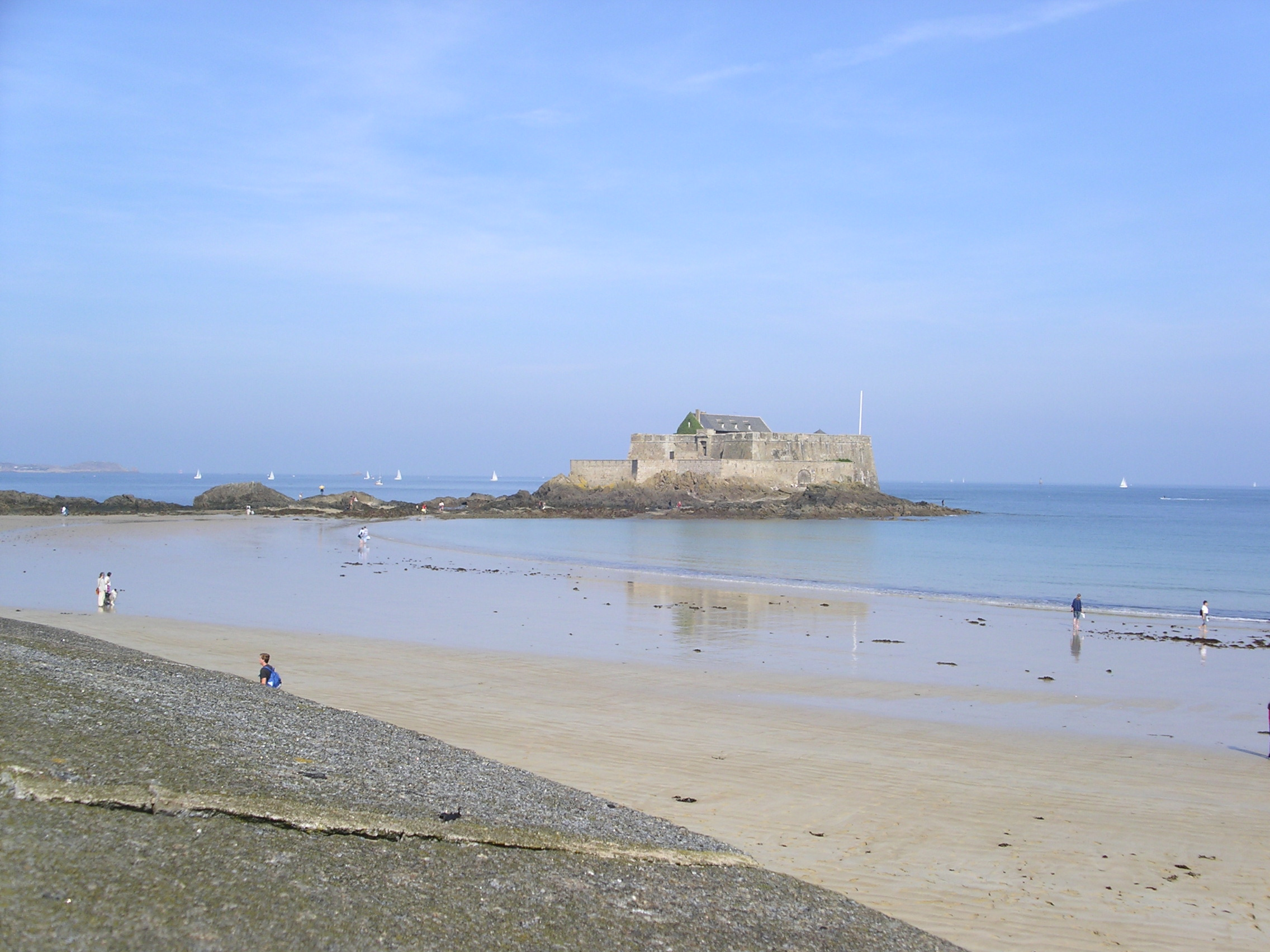
Île du fort National, au premier plan la plage du sillon et au fond à gauche, coupée, l'île de Cézembre.
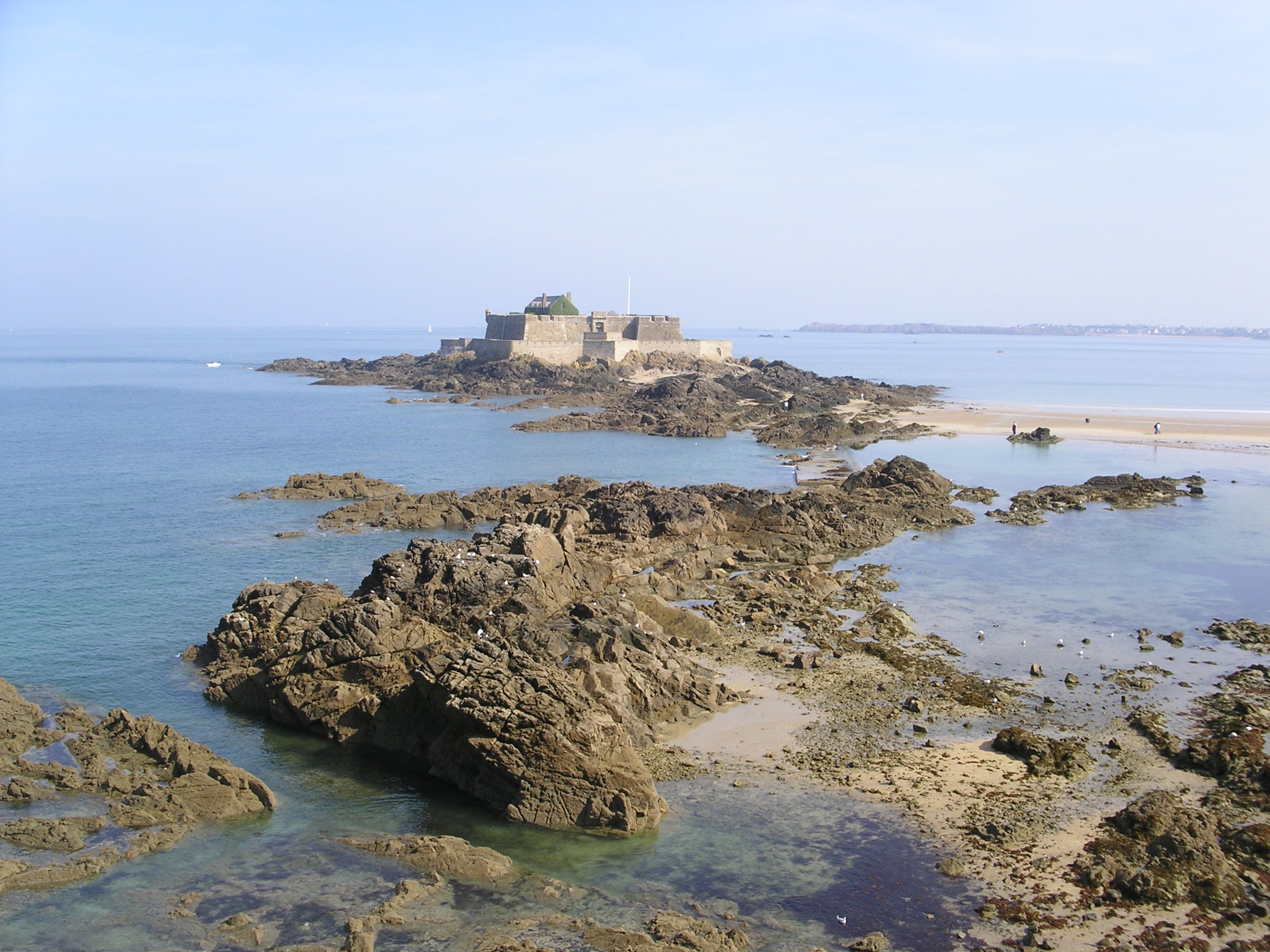
Île du fort National, vue depuis les remparts de Saint-Malo.
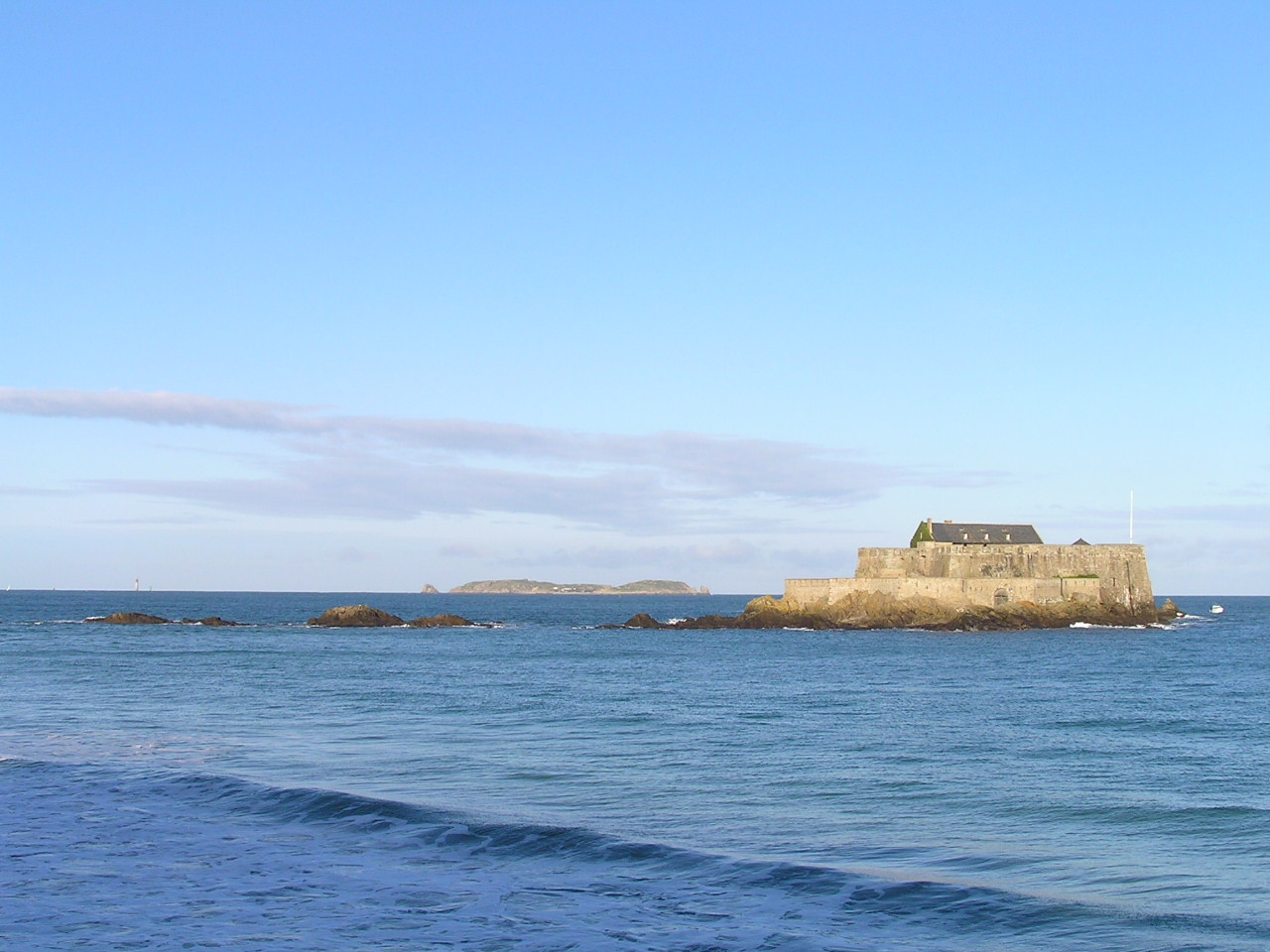
Île du fort National, à marée haute. L'île de Cézembre se trouve au dernier plan.
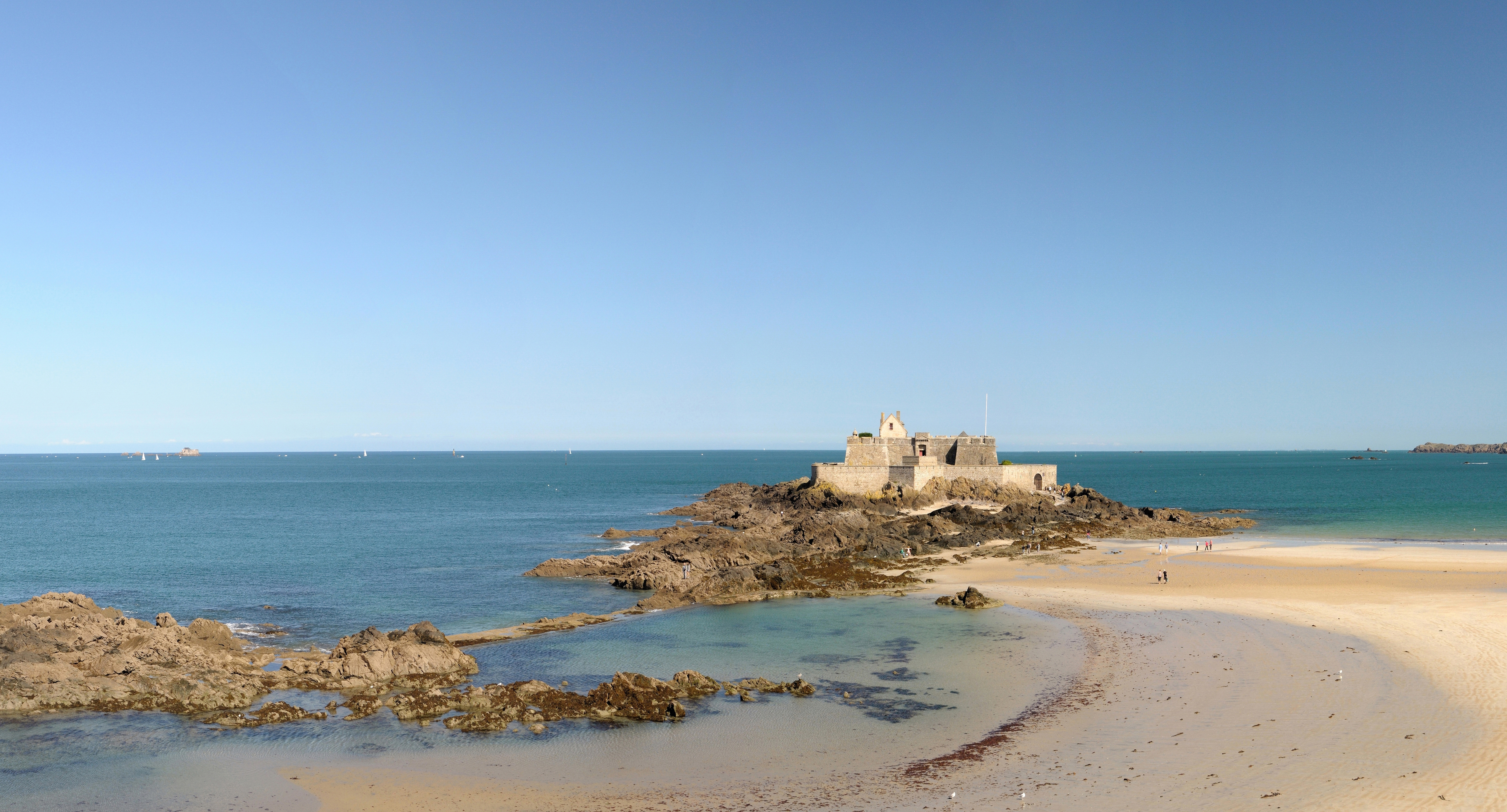
Le magasin à poudre, le hangar d'artillerie et le corps de garde sont insérés dans une longère, bâtiment central doté de combles pour le logements de renforts.
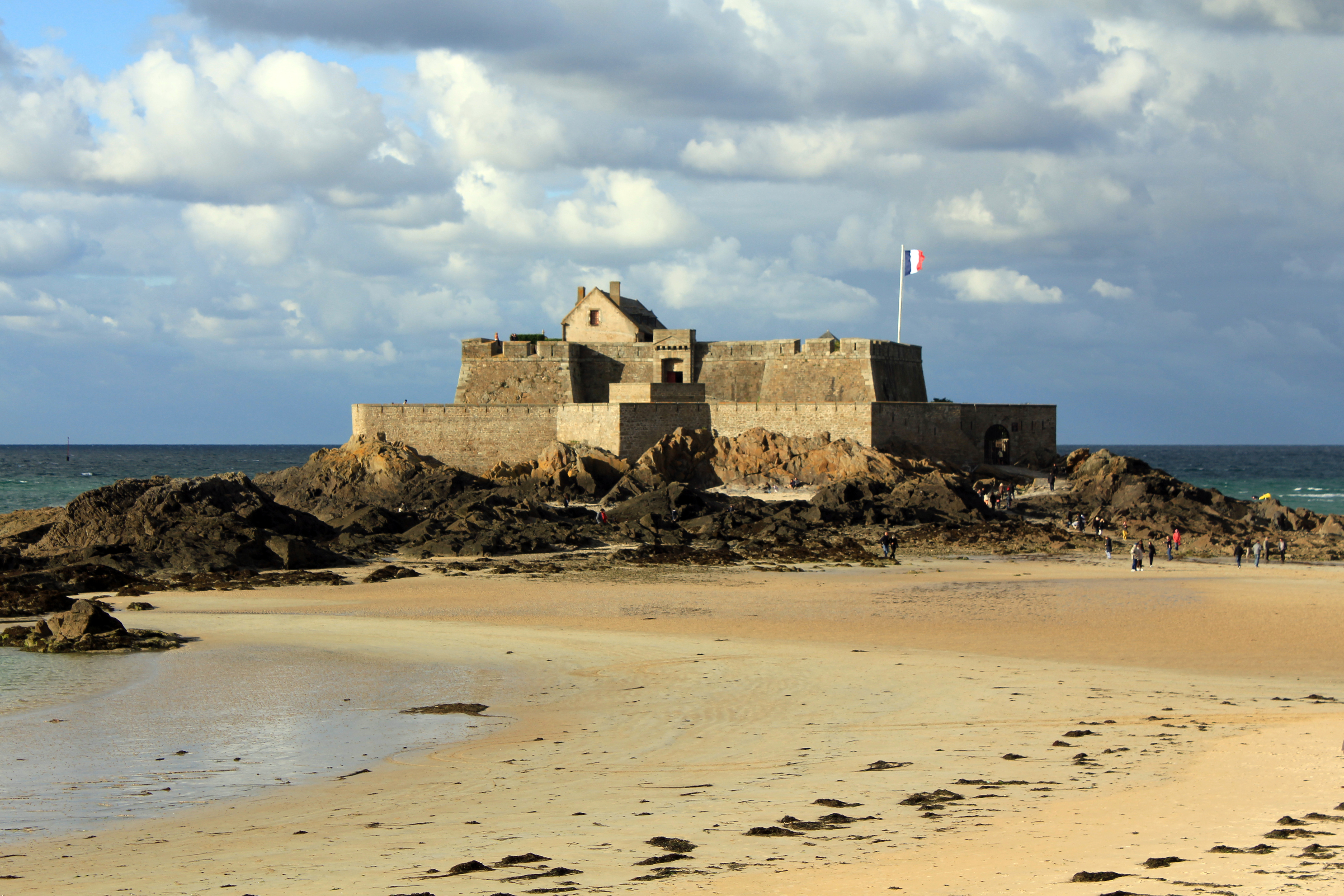
Le fort est à double enceinte[4].